# Bahuvrihi
En linguistique, un bahuvrīhi (devanāgarī : बहुव्रीहि) est un mot composé exocentrique, c'est-à-dire dont le référent n'est lié à aucun des composants de ce mot[réf. nécessaire].
Le terme bahuvrihi est lui-même un mot composé sanskrit composé de bahu, beaucoup et vrihi, riz, signifiant « homme riche », c'est-à-dire possédant « beaucoup de riz ».